# Paul Beudel
Paul Johannes Beudel (Fort de Kock - Sumatra, 3 april 1942 – Amsterdam, 15 april 2013) was een Nederlands acteur en presentator.
Paul Beudel bezocht na de HBS de kweekschool en vervolgens de Akademie voor Kleinkunst. Hij debuteerde met een klein rolletje in "Androcles en de leeuw" bij Ensemble en was in 1970 een van de oprichters van toneelgroep Wederzijds, waarvoor hij ook enkele programma' heeft geschreven ("En de Beer zei") en samengesteld ("De twee bedriegers", "De dromenmakers"). In de jaren die volgden werkte hij mee aan tal van radio-en televisieprodukties, als schrijver, producer, regisseur en presentator, waarbij Sjoko zijn bekendste programma is. In 1975 speelde hij de rol van Viktor Fok in de populaire KRO-jeugdserie Q & Q. Beudel bracht sinds 1978 eigen theaterprodukties met "Theater Hollands Diep". Hiervoor schreef hij "De bruidssluier bloeit niet meer/Een roos voor mij alleen". In 1992 speelde hij de rol van Jonas Bentem in Goede tijden, slechte tijden. De laatste jaren hield hij zich bezig met de wederopbouw van zijn geboorteland Indonesië na de tsunami.

## Acteren
- Uit de wereld van Roald Dahl - Barman (Afl. Een frisse duik, 1975)
- Uit de wereld van Roald Dahl - Peter (Afl. De weddenschap, 1975)
- Q & Q - Viktor Fok (1976)
- Guy de Maupassant - Henri (Afl. Een dagje naar buiten, 1977)
- Guy de Maupassant - Maze (Afl. Het legaat, 1978)
- Goede tijden, slechte tijden - Jonas Bentem (1992)
- Bureau Kruislaan - Jan Baars (1993)
- Goudkust - Verhuurder (1997)

## Presentatie
- Nou en - VARA
- Boemerang - VARA
- Gonk - AVRO
- Sjoko - TROS
- Janboel - TROS
- De Tien-om-kindershow - TROS
- Coulissen - TROS
- Week in, week uit - TROS
- Er staat een orgel in - TROS